# Marne (Iowa)
Marne es una ciudad ubicada en el condado de Cass en el estado estadounidense de Iowa. En el Censo de 2010 tenía una población de 120 habitantes y una densidad poblacional de 80,58 personas por km².

## Geografía
Marne se encuentra ubicada en las coordenadas 41°26′56″N 95°6′39″O / 41.44889, -95.11083. Según la Oficina del Censo de los Estados Unidos, Marne tiene una superficie total de 1.49 km², de la cual 1.49 km² corresponden a tierra firme y (0%) 0 km² es agua.

## Demografía
Según el censo de 2010, había 120 personas residiendo en Marne. La densidad de población era de 80,58 hab./km². De los 120 habitantes, Marne estaba compuesto por el 99.17% blancos, el 0% eran afroamericanos, el 0% eran amerindios, el 0% eran asiáticos, el 0% eran isleños del Pacífico, el 0% eran de otras razas y el 0.83% pertenecían a dos o más razas. Del total de la población el 0% eran hispanos o latinos de cualquier raza.